# Розважівський провулок
Розва́жівський прову́лок — провулок у Подільському районі міста Києва, місцевість Куренівка. Пролягає від Подільського провулку до Валківської вулиці.

## Історія
Провулок виник у 40-х роках XX століття під назвою 361-ша Нова вулиця. Сучасна назва — з 1953 року.